# Udsigt gennem tre buer i Colosseums tredje stokværk
Udsigt gennem de tre buer i Colosseums tredje stokværk er et oliemaleri af den danske guldaldermaler C.W. Eckersberg, udført 1815 eller 1816. Maleriet er udstillet på Statens Museum for Kunst i København og indtaget i kulturkanonen.
Maleriet er udført under Eckersbergs tre år lange ophold i Rom 1813–1816 og forestiller et vue over byen set fra Colosseum.
Maleriet er et af flere værker Eckersberg malede af de antikke ruiner mens han var i Rom.